# Revue historique de droit français et étranger
 (mars 2021).
 (mars 2021).

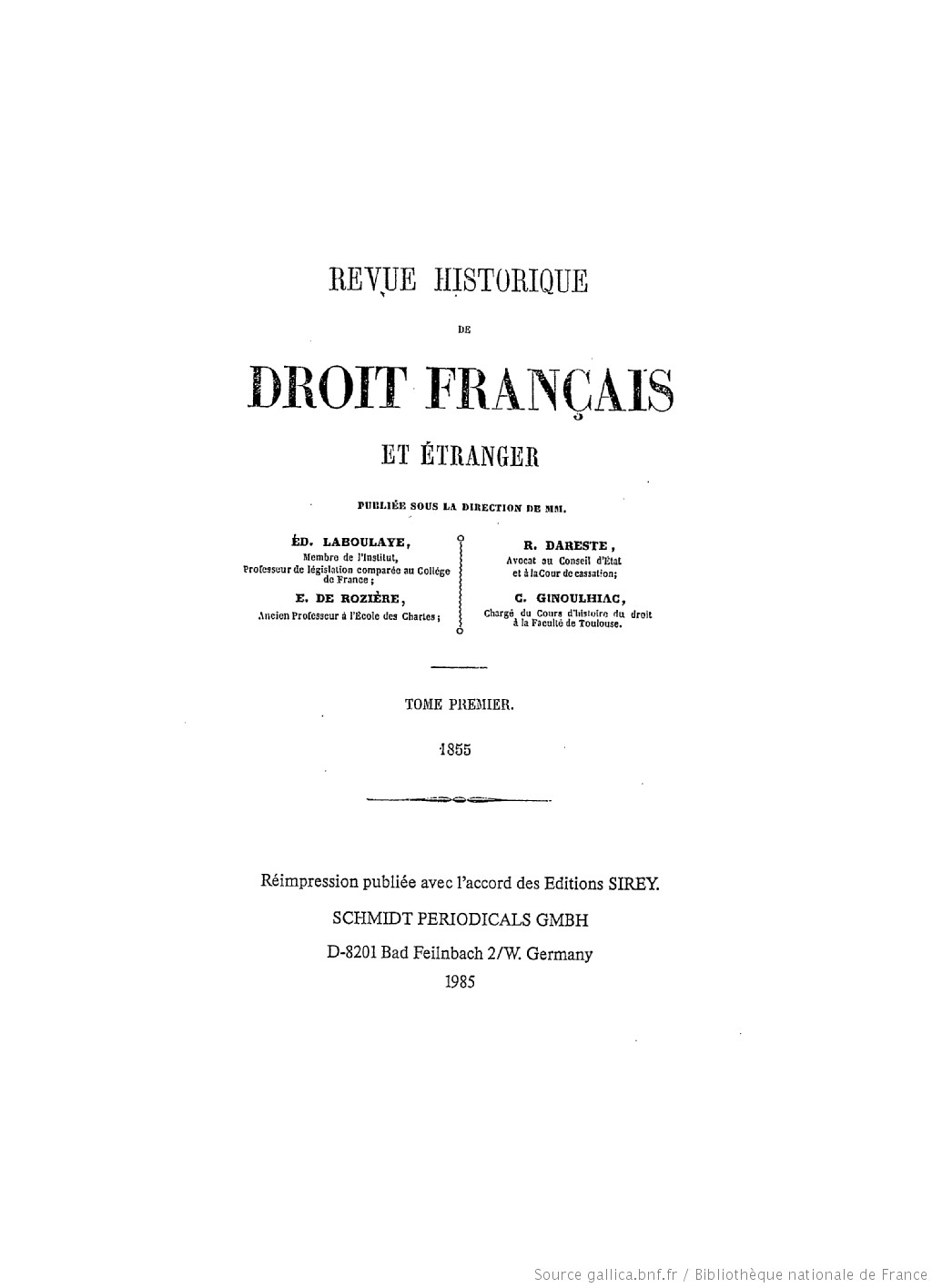
La couverture du premier numéro de la RHDFE (1855)

La Revue historique de droit français et étranger est l'une des plus anciennes publications  scientifiques françaises. Succédant à la Revue de droit français et étranger, elle a été fondée en 1855 par Edouard Lefebvre de Laboulaye, Eugène de Rozière, Rodolphe Dareste de la Chavanne et Charles Ginoulhiac. 

## Le projet des fondateurs
Engagés dans la vie publique de leur époque (comme hommes politiques pour Laboulaye et Rozière, comme magistrat pour Dareste, comme professeur de Droit pour Ginoulhiac), les quatre éminents juristes à l'origine de la Revue historique de droit français et étranger entendaient régénérer le droit par l'étude de son passé, dans la lignée directe et revendiquée de la méthode historique prônée par Friedrich Carl Von Savigny. C'est Edouard Laboulaye qui exprima les grandes lignes de ce projet dans le texte intitulé "De la méthode historique en jurisprudence et de son avenir" introduisant le premier numéro de la RHDFE. Citant les travaux antérieures d'Henri Klimrath et d'Athanase Jourdan, le fondateur de la Themis, Laboulaye assigne deux objectifs majeurs à la toute jeune revue :
1. S'abstraire des principes généraux qui tendent à gommer les spécificités du réel au profit d'une véritable phénoménologie historique : à ses yeux, il s'agit de rechercher dans les singularités du passé les racines des institutions et des attentes du temps présent[4].
2. Dans l'esprit de la Société de législation comparée (fondée par le même Laboulaye), concourir activement à une meilleure connaissance des droits étrangers, voire à un rapprochement des législations européennes qui lui apparait comme souhaitable :

« Nous ne rêvons pas un même code pour toute l'Europe, non plus qu'une même langue; mais nous sentons que la part de la diversité se réduisant de jour en jour par le mélange inévitable des peuples, il y aura un fonds commun de législation qui grossira sans cesse, et qu'à ce rapprochement, nul ne peut assigner de limites (…) Notre intention est de consacrer une bonne part de la Revue à la comparaison des législations modernes, pour servir, autant qu'il nous est possible, ce grand mouvement. Rapprocher les codes des différentes nations en les simplifiant de plus en plus, c'est l’œuvre du législateur; montrer quel en est l'esprit commun, dégager l'idée dominante, c'est l’œuvre du jurisconsulte et c'est en cela que consiste pour nous la véritable philosophie du droit ».

## La RHDFE au21esiècle
La Revue historique de droit français et étranger couvre l'histoire juridique et institutionnelle depuis l'Antiquité orientale et classique jusqu'à l'histoire moderne et contemporaine. Publiée par les éditions Dalloz, elle est actuellement dirigée par Corinne Leveleux-Teixeira, professeure à l'Université d'Orléans et Olivier Descamps, professeur à l'université de Paris 2, qui ont succédé à Joseph Mélèze en 2015. 